# Сливно (Руновићи)
Сливно је насељено место у саставу општине Руновићи, Сплитско-далматинска жупанија, Република Хрватска.

## Историја
До територијалне реорганизације у Хрватској налазило се у саставу старе општине Имотски.

## Становништво
На попису становништва 2011. године, Сливно је имало 352 становника.
| Број становника по пописима | Број становника по пописима | Број становника по пописима | Број становника по пописима | Број становника по пописима | Број становника по пописима | Број становника по пописима | Број становника по пописима | Број становника по пописима | Број становника по пописима | Број становника по пописима | Број становника по пописима | Број становника по пописима | Број становника по пописима | Број становника по пописима | Број становника по пописима |
| --------------------------- | --------------------------- | --------------------------- | --------------------------- | --------------------------- | --------------------------- | --------------------------- | --------------------------- | --------------------------- | --------------------------- | --------------------------- | --------------------------- | --------------------------- | --------------------------- | --------------------------- | --------------------------- |
| 1857                        | 1869                        | 1880                        | 1890                        | 1900                        | 1910                        | 1921                        | 1931                        | 1948                        | 1953                        | 1961                        | 1971                        | 1981                        | 1991                        | 2001                        | 2011                        |
| 1.131                       | 1.260                       | 1.401                       | 1.649                       | 1.971                       | 1.948                       | 1.883                       | 1.740                       | 1.873                       | 1.907                       | 1.705                       | 1.719                       | 1.276                       | 905                         | 524                         | 352                         |

### Попис1991.
На попису становништва 1991. године, насељено место Сливно је имало 905 становника, следећег националног састава:
| Попис 1991.‍ | Попис 1991.‍ | Попис 1991.‍ | Попис 1991.‍ | Попис 1991.‍ |
| ----------- | ----------- | ----------- | ----------- | ----------- |
|             |             |             |             |             |
| Хрвати      | Хрвати      |             | 878         | 97,01%      |
| Словенци    | Словенци    |             | 3           | 0,33%       |
| Срби        | Срби        |             | 1           | 0,11%       |
| непознато   | непознато   |             | 23          | 2,54%       |
| укупно: 905 |             |             |             |             |